# DNAJA2
DNAJA2‏ (DnaJ heat shock protein family (Hsp40) member A2) هوَ بروتين يُشَفر بواسطة جين DNAJA2 في الإنسان.